# Lutz Mandler
Lutz Mandler (* 17. Dezember 1976 in Gießen) ist ein ehemaliger deutscher Basketballspieler.

## Werdegang
Mandler, ein 1,88 Meter großer Aufbauspieler, gelang 1995 der Sprung aus der eigenen Jugend in die Bundesliga-Mannschaft des MTV 1846 Gießen. Bis 1999 bestritt er (bei zwischenzeitlichen Stationen bei anderen Vereinen) mit dem MTV 22 Bundesliga-Spiele, im November 1996 nahm er an einem Spiel des europäischen Vereinswettbewerbs Korać-Cup teil.
In der Saison 1997/98 spielte Mandler beim TV Langen (2. Bundesliga) und 1998/99 wieder beim MTV 1846 Gießen in der Bundesliga. 1999 verließ er Gießen erneut und ging zur BSG Bremerhaven. Mit den Norddeutschen spielte er in der 2. Bundesliga. 2002 kehrte er aus Bremerhaven nach Mittelhessen zurück und stieß zur Zweitligamannschaft von Avitos Lich. Er spielte bis 2005 in Lich, in der Saison 2007/08 noch beim MTV Gießen II in der Oberliga.
Als Assistenztrainer von Rolf Scholz war Mandler bei den Gießener Jugendmannschaften in der JBBL sowie NBBL tätig. Anschließend arbeitete er in der Saison 2016/17 erneut unter Scholz für die Licher BasketBären (2. Bundesliga ProB) und ab 2017 im selben Gespann für die Gießen 46ers Rackelos (ebenfalls 2. Bundesliga ProB). In der Sommerpause 2020 zog sich Mandler von der Aufgabe zurück, um dem Privatleben Vorrang zu geben. Mitte Dezember 2020 wurde er wieder für die Gießen 46ers Rackelos tätig, nachdem Scholz das Traineramt bei Gießens Bundesligamannschaft übernommen hatte. Nach dem Abschluss der Saison 2020/21 trat Mandler das Amt erneut ab.